# Alfa glicosidasi
L'alfa glicosidasi (o maltasi) è un enzima che appartiene alla classe delle idrolasi, deputato all'idrolisi del maltosio, disaccaride composto da due molecole di glucosio. Catalizza l'idrolisi del residuo terminale, non-riducente, con legami 1-4, di α-D-glucosio con il rilascio di α-D-glucosio.
Il processo di demolizione avviene nella prima parte dell'intestino tenue, detta duodeno.